# Lough Allen

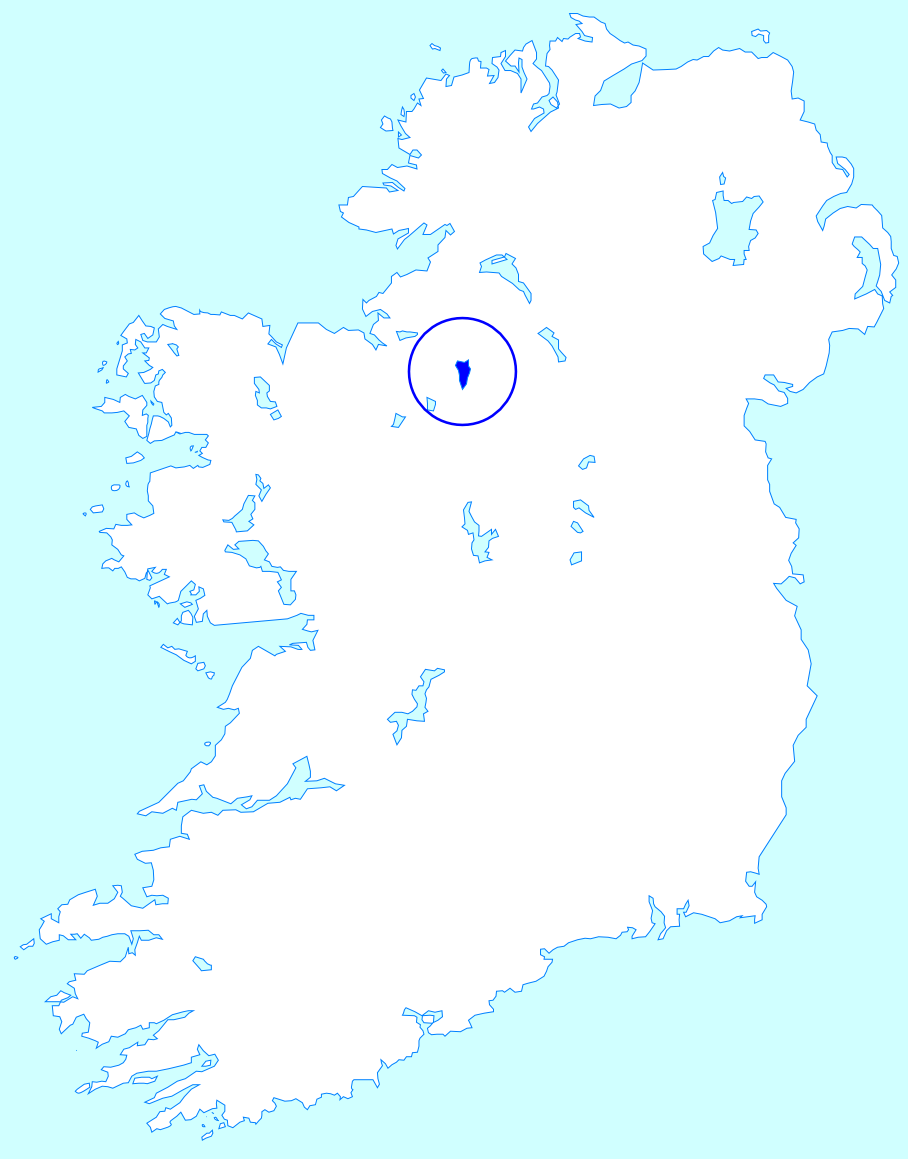
Lough Allen

Lough Allen (iriska: Loch Aillionn) är en sjö belägen längs floden Shannon i den nordcentrala delen av Republiken Irland nära gränsen till Nordirland. Den största delen av sjön är belägen i grevskapet Leitrim och med en mindre del i Roscommon. Sjön ligger söder om flodens källa, i närheten av Iron Mountains och är den översta av de tre huvudsjöarna längs floden. De övriga två sjöarna, Lough Ree och Lough Derg, ligger båda betydligt längre ner.